# Montreux-Vieux
Montreux-Vieux je občina v departmaju Haut-Rhin francoske regije Alzacija.
Leta 1990 je v občini živelo 905 oseb oz. 219 oseb/km².